# Perusics vára
Perusics vára (horvátul: Stari grad Perušić) egy várrom Horvátországban, Likában, a Gospić közelében fekvő Perušić településen.

## Fekvése
A település központjától 1 km-re délnyugatra található Perušić várának maradványa.

## Története
Perušić első írásos említése 1487-ben történt, alapítói egy testvérpár, a dalmáciai Zagorából származó Perušić Domonkos és Gáspár voltak. Róluk, illetve a róluk elnevezett erődről kapta nevét a település, amelyet a korabeli források Perušićki stari grad (Perušići öreg vár), Gradina, a nép pedig leginkább Perušićka kula (Perušić tornya) néven emlegetett. Perušić Gáspár báni helytartó volt és a horvát rendek nevében egyik aláírója a magyar trónért vívott harcokat lezáró 1491-es pozsonyi békének mely szerint II. Ulászló lett a magyar király, azzal a kikötéssel, hogy magtalan halála esetén Miksa király és utódai öröklik a magyar trónt. A pozsonyi béke oklevelén fennmaradt oroszlános pecsétje, mely a mai Perušić községnek is a szimbóluma lett. Miután a török 1514-ben feldúlta a vidéket a Perušićok a Felvidékre települtek át. Amikor 1527-ben a török elfoglalta Lika és Korbava területét Perušić a Likai szandzsák részeként az egyik legfontosabb likai török végvár lett, melyet Malkocs boszniai bég parancsára fel is újítottak. Az elpusztított környékbeli települések lakossága legnagyobbrészt a Magyar Királyság megmaradt területeire menekült. A középkori templomot török dzsámivá építették át. A közelben Kvarte területén egy másik Štitar nevű erősséget is épített a török, mely később elveszítve jelentőségét idővel elpusztult. Ez a vidék a következő időszakban állandó háborús övezet lett a Magyar Királyság, a Velencei Köztársaság és az Oszmán Birodalom között. 1636-ban otocsáni határőrök rohanták meg a török kézen levő várat, melyet leromboltak, de hamarosan újjáépült. A Lika török alóli Marko Mesić pap vezette felszabadítását, 1685-öt követően az otocsáni határőrezred területéhez tartozott. A település felszabadítása után ottmaradt néhány török család akiket Mešić megkeresztelt, néhányan utódaik közül ma is török eredetű neveket viselnek. 1746-ban az otocsáni ezred egyik századának központja lett.

Perusics várának alaprajza

## A vár mai állapota
A település központjától 1 km-re délnyugatra található Perušić várának maradványa, az öregtorony három emeletnyi magas romja. A vár szabálytalan négyszög alaprajzú volt, három sarkán félköríves bástyákkal. Közepén helyezkedett el az öregtorony. A torony jelenleg is mintegy 10 méter magasan áll, míg a falainak vastagsága 1,60 métert is eléri. A toronyba nyugatról, egy leomlott kapun keresztül lehet bemenni. A torony felső szintjén három ablaknyílás van, melyek közül kettő ülőfülkés. Még megfigyelhetők a falkorona pártázatának lőpadjai is. A tornyon ma is láthatók az egykori ágyúállások és bár a korábbi szintekből csak egy maradt épen, mégis ez a Lika térségének egyik legjobb állapotban megmaradt várromja. Az övező falaknak csak csonkjai figyelhetők meg, a többi részlet csak a terepalakulatokból sejthető.